# Hypolimnas philippensis
Hypolimnas philippensis är en fjärilsart som beskrevs av Butler 1874. Hypolimnas philippensis ingår i släktet Hypolimnas och familjen praktfjärilar. Inga underarter finns listade i Catalogue of Life.